# 緑莎坪駅
緑莎坪駅（ノッサピョンえき）は大韓民国ソウル特別市龍山区龍山洞1街にある、ソウル交通公社6号線の駅である。駅番号は629。

## 歴史
- 2000年12月15日 - ソウル特別市都市鉄道公社（当時）6号線の駅として開業。
- 2013年12月26日 - 緑莎坪（龍山区庁）に駅名変更。
- 2017年5月31日 - ソウル特別市都市鉄道公社とソウルメトロが統合され、ソウル交通公社の駅となる。

## 駅構造
島式ホーム1面2線の地下駅。

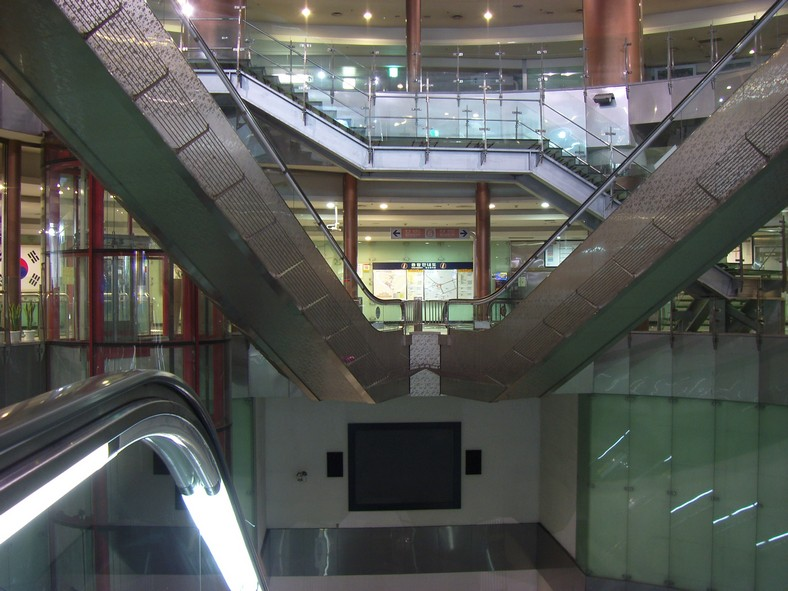
待合室から出入り口に続く大きな吹き抜け

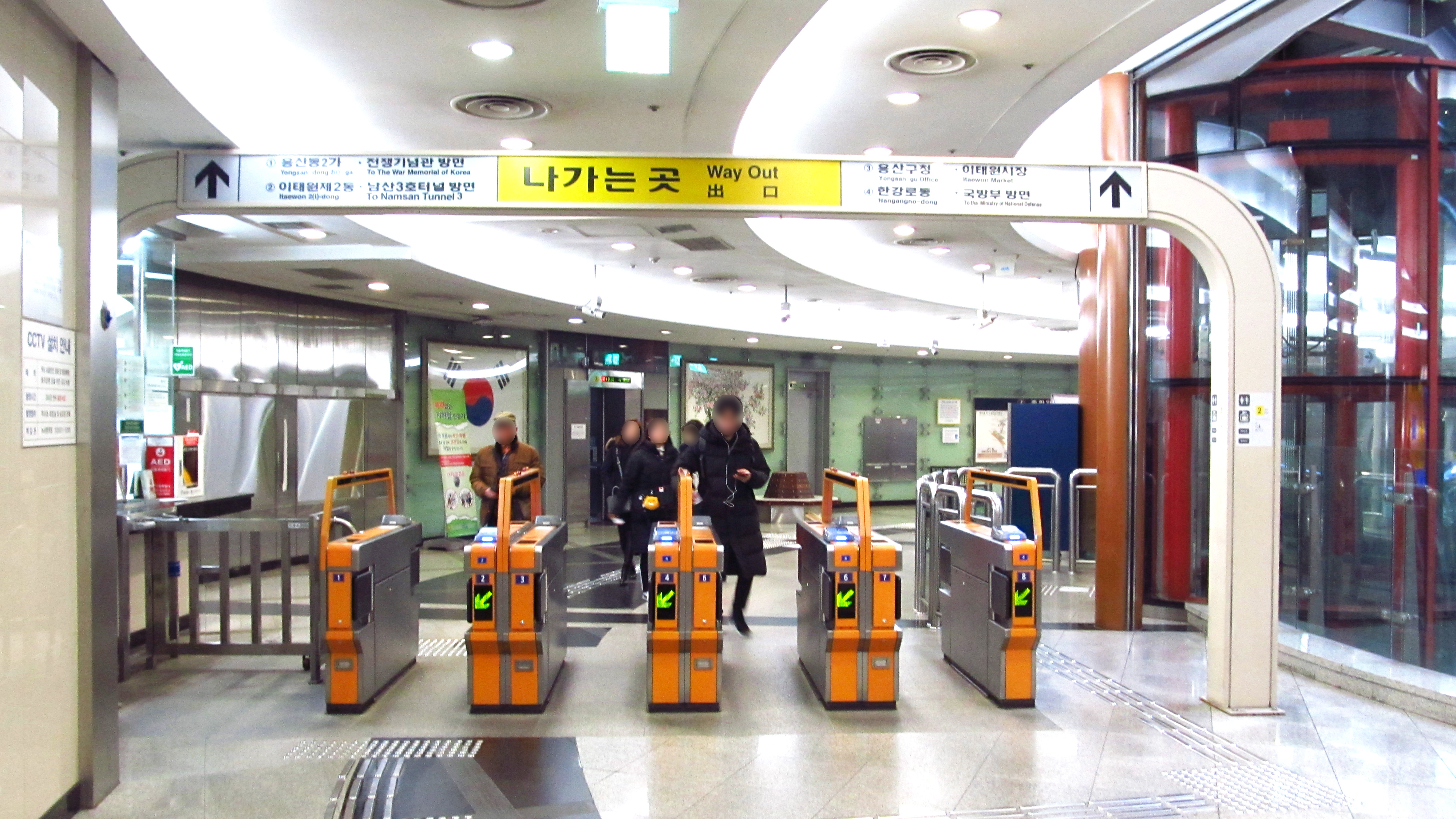
改札口

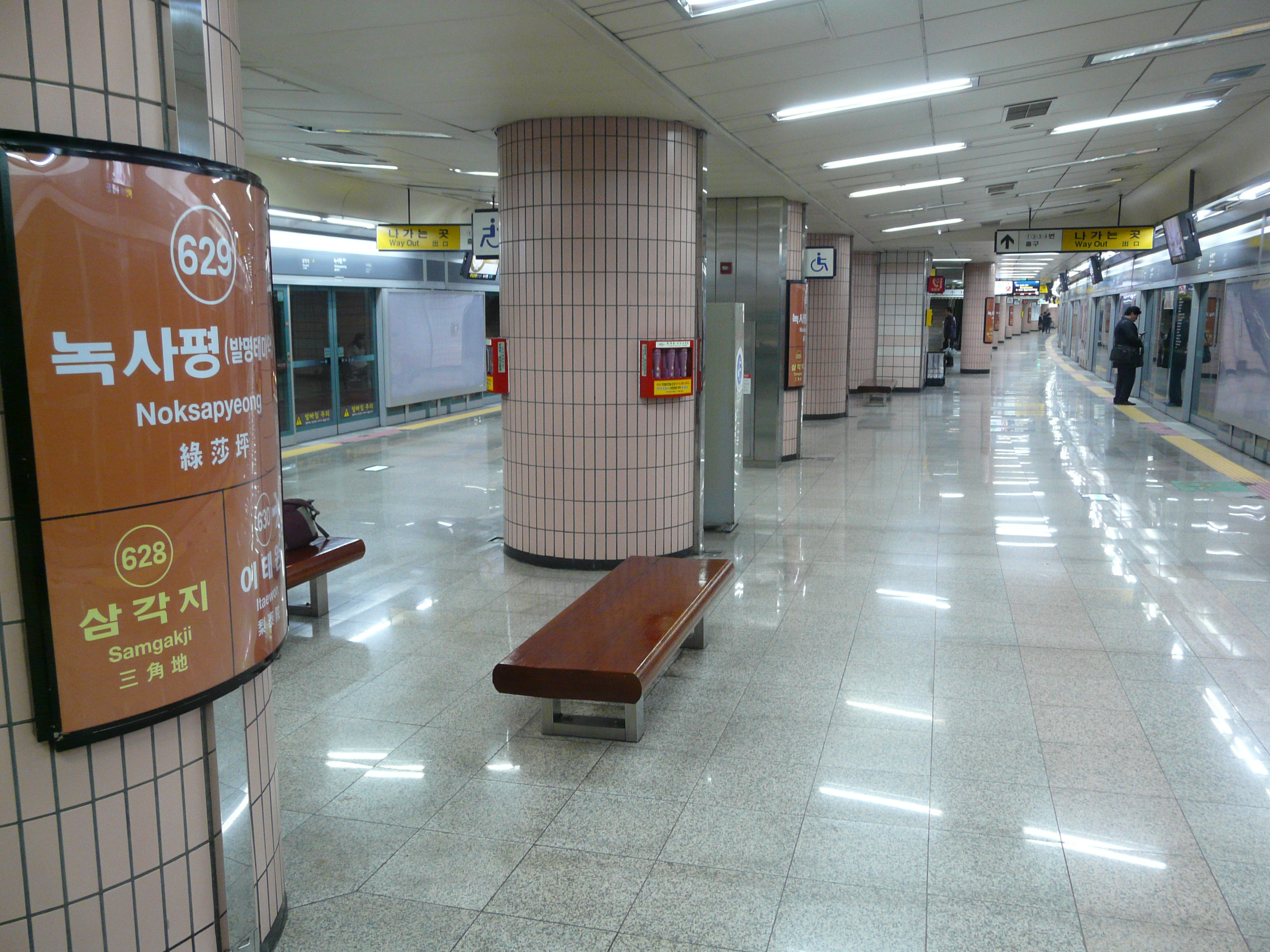
プラットホーム

待合室は円形広場になっている。待合室から出入り口までは地上まで続く大きな吹き抜けになっていて、エスカレーターもあるため見晴らしがよく、映画やドラマの撮影に使われることが多い。駅構内の通路には、子供たちによる2002年FIFAワールドカップの韓国代表選手たちの絵が壁に描かれている。
出口は4番まである。

### のりば
案内上ののりば番号は設定されていない。
| 上り | 6号線 | 三角地・孝昌公園前・合井・デジタルメディアシティ・鷹岩方面 |
| 下り | 6号線 | 漢江鎮・東廟前・高麗大・石渓・新内方面                     |

## 利用状況
近年の一日平均利用人員推移は下記のとおり。なお、2000年は開業日の12月15日から12月31日までの17日間の平均である。
| 路線  | 路線     | 2000年 | 2001年 | 2002年 | 2003年 | 2004年 | 2005年 | 2006年 | 2007年 | 2008年 | 2009年 | 出典  |
| ----- | -------- | ------ | ------ | ------ | ------ | ------ | ------ | ------ | ------ | ------ | ------ | ----- |
| 6号線 | 乗車人員 | 3,147  | 3,717  | 3,902  | 3,935  | 4,006  | 3,905  | 3,883  | 3,987  | 4,174  | 4,338  | [ 1 ] |
| 6号線 | 降車人員 | 2,960  | 3,527  | 3,760  | 3,862  | 3,922  | 3,854  | 3,877  | 4,017  | 4,219  | 4,386  | [ 1 ] |
| 6号線 | 乗降人員 | 6,107  | 7,244  | 7,662  | 7,797  | 7,928  | 7,759  | 7,760  | 8,004  | 8,393  | 8,724  | [ 1 ] |
| 路線  | 路線     | 2010年 | 2011年 | 2012年 | 2013年 | 2014年 | 2015年 |        |        |        |        | [ 1 ] |
| 6号線 | 乗車人員 | 4,562  | 4,860  | 5,033  | 5,288  | 6,576  | 7,475  |        |        |        |        | [ 1 ] |
| 6号線 | 降車人員 | 4,689  | 5,022  | 5,217  | 5,580  | 7,269  | 8,171  |        |        |        |        | [ 1 ] |
| 6号線 | 乗降人員 | 9,251  | 9,883  | 10,249 | 10,868 | 13,845 | 15,646 |        |        |        |        | [ 1 ] |

## 駅周辺
- 龍山区庁
- 在韓フィリピン大使館
- 梨泰院1洞郵便局
- ソウルデジテック高等学校（朝鮮語版）
- 南山大林アパート
- 龍山アパート
- ドリームTエンターテインメント（朝鮮語版）
- YMCエンターテインメント（朝鮮語版）
- 漢新アパート
- 梨泰院市場

## 隣の駅
ソウル交通公社
 6号線
三角地駅 (628) - 緑莎坪駅 (629) - 梨泰院駅 (630)